# Wenzel Ludwig von Radolt
Wenzel Ludwig Freiherr von Radolt (* 18. Dezember 1667 in Wien; † 10. März 1716 ebenda) war ein österreichischer Adeliger, Komponist und Lautenist.

## Leben
Wenzel Ludwig von Radolt, Sohn des kaiserlichen Truchsesses Franz Clement Galeazzo Freiherr von Radolt, stammte aus einer angesehenen Wiener Familie. Er erbte von seinem Großvater, dem Hofkammerrat Clement von Radolt, eine umfangreiche Bibliothek und wandte sich früh der Musik zu. Viele Mitglieder seiner Familie waren hohe Beamte bei Hof, deren Familiengrabstätte, die „Radolt-Gruft“, sich in der Dominikanerkirche zu Wien befindet. Seine Mutter war eine wohlhabende italienische Gräfin. Durch die finanzielle Unabhängigkeit konnte Radolt sich hauptsächlich mit der Musik beschäftigen.
Radolt widmete im Jahr 1701 Kaiser Joseph I. (HRR) zwölf hauptsächlich im französischen Stil gehaltene Konzerte unter dem Titel Die aller treieste, verschwigneste und nach so wohl fröhlichen als traurigen Humor sich richtende Freindin, die in fünf Stimmheften gedruckt sind.
Das Stimmbuch der ersten Laute enthält in der Vorrede viele aufführungspraktische Hinweise. Das in der französischen Spieltechnik oft verwendete tirer et rabattre (Durchstreichen mit dem Zeigefinger gegen den Bass und zurück gegen den höchsten Ton) wird zugunsten des Anschlags mit Zeig-, Mittel- und Ringfinger zurückgedrängt, zumal man „vill klärer die Consonanten oder Dissonanten der Mittel Stimm vernemben kan“. Radolt empfiehlt diese abweichende Spielweise, obwohl er sich explizit als Nachfolger des französischen Lautisten François Dufault darstellt. Es folgt eine Zeichenerklärung, welche weitgehend den französischen Vorgaben folgt.
Die Stücke sind so konzipiert, dass sie auch als Solowerke gespielt werden können. Zu diesem Zweck sind im ersten Concerto die Stellen, an denen die Laute 2 solistisch spielt, rot in die Stimme der Laute 1 eingetragen.
Die Konzerte sind zum Teil in Suiten oder aber in freier Form mit Sätzen wie Symphonie, Capriccio, Toccata und Tombeau (an Stelle einer Sarabande) gehalten. Besonders erwähnenswert ist das erste Concerto, das für drei Lauten in verschiedenen Größen und Stimmungen (mit Chanterelle in f’, es’ und c’), zwei Violinen, Viola und Bass geschrieben ist. Die Instrumente werden „alle nach der Kleinlautten gestimet“.
Speziell ist auch Concerto 6, in dem einer immer gleich bleibenden Aria im 4/4-Takt (mit Melodiestimme und Bass) jeweils eine Mittelstimmme beigefügt wird, die dem Charakter des genannten Tanzes entspricht (z. B. Allemande, Courante etc.). Entsprechend entstehen zum Teil komplexe rhythmische Gebilde, wenn z. B. die im 3/4-Takt gehaltene Couranten-Mittelstimme eingeflochten wird.
In Concerto 9 werden je zwei Charaktere einander gegenübergestellt: Allemande è Guigue / Courente è Menuette / Sarabande è Aria / Gavotte è Bourée. Im ersten „Durchgang“ spielt die 1. Violine die Allemande-Oberstimme und die 2. Violine die Gigue-Stimme (mit denselben Schwierigkeiten wie bei Concerto 6 beschrieben); im zweiten Durchgang erfolgt der Stimmentausch, was auch in der Überschrift ausgedrückt wird: Guigue è Allemande. Der Bass spielt dieselben Basslinien.
Bei Concerto 6 und 9 konnten wegen dieser Struktur die gleichen Druckplatten in zwei verschiedenen Stimmbüchern mehrfach verwendet werden.
Als Instrumente werden die drei verschieden großen Lauten, eine zweite Laute mit Chanterelle in f’, zwei Violinen, eine Viola, Gambe, Bass und ein Continuo-Instrument (nur bei Concerto 3) in verschiedenen Kombinationen eingesetzt. Gemäß Vorrede könnten auch Oboen oder Flöten verwendet werden.
Radolt war neben Johann Georg Weichenberger (1676–1740) der bedeutendste Komponist von Lautenmusik in österreichischen und böhmischen Hofkreisen.